# Brihuega (kommunhuvudort)
Brihuega är en kommunhuvudort i Spanien.   Den ligger i provinsen Provincia de Guadalajara och regionen Kastilien-La Mancha, i den centrala delen av landet, 80 km nordost om huvudstaden Madrid. Brihuega ligger 918 meter över havet och antalet invånare är 2 776.
Terrängen runt Brihuega är platt åt nordväst, men åt sydost är den kuperad. Brihuega ligger nere i en dal. Runt Brihuega är det glesbefolkat, med 9 invånare per kvadratkilometer. Brihuega är det största samhället i trakten. Trakten runt Brihuega består till största delen av jordbruksmark.